# Port lotniczy Upala
Port lotniczy Upala (ang. Upala Airport, IATA: UPL, ICAO: MRUP) – port lotniczy zlokalizowany w kostarykańskim mieście Upala.